# Халиматус Садија
Халиматус Садија (17. септембра 1999) је индонезијска парабадминтонка. Играла је сваку од три варијације спорта (женски сингл, женски дубл и мјешовити дубл) на највишем свјетском нивоу. Освојила је прву златну медаљу у женском дублу СЛ3–СУ5 на Љетњим параолимпијским играма 2020. године са Леани Ратри Октила.
У јуниорској дисциплини, Халиматус Садија је освојила златне медаље у синглу и мјешовитим паровима за дјевојчице на Азијским пара играма младих 2017. године.

## Награде и номинације
| Award                   | Year | Category                                                                  | Result     | Ref.  |
| ----------------------- | ---- | ------------------------------------------------------------------------- | ---------- | ----- |
| Indonesian Sport Awards | 2018 | Омиљени пар пара спортисткиња (заједно са колегиницом Леани Ратри Октила) | Освојено   | [ 4 ] |
| Golden Award SIWO PWI   | 2021 | Најбоља пара спортисткиња                                                 | Номинација | [ 5 ] |

## Спортска постигнућа

### Параолимпијске игре
Женски сингл
| Година | Мјесто одржавања такмичења                       | Партнер                       | Противник                         | Бодови       | Резултат |
| ------ | ------------------------------------------------ | ----------------------------- | --------------------------------- | ------------ | -------- |
| 2020   | Национална спортска дворана Јојоги, Токио, Јапан | Индонезија Леани Ратри Октила | Кина Ченг Хефанг · Кина Ма Хуихуи | 21–18, 21–12 | Злато    |

### Свјетска првенства
Женски сингл
| Година | Мјесто одржавања такмичења                       | Противник                     | Бодови              | Резултат |
| ------ | ------------------------------------------------ | ----------------------------- | ------------------- | -------- |
| 2017   | Dongchun Gymnasium, Улсан, Јужна Кореја          | Индонезија Леани Ратри Октила | 14–21, 9–21         | Бронза   |
| 2019   | St. Jakobshalle, Базел, Швајцарска               | Кина Ченг Хефанг              | 7–21, 9–21          | Бронза   |
| 2022   | Национална спортска дворана Јојоги, Токио, Јапан | Јапан Haruka Fujino           | 15–21, 21–12, 13–21 | Бронза   |

Женски дубл
| Година | Мјесто одржавања такмичења                              | Партнер                       | Противници                                          | Бодови              | Резултат |
| ------ | ------------------------------------------------------- | ----------------------------- | --------------------------------------------------- | ------------------- | -------- |
| 2017   | Dongchun Gymnasium, Улсан, Јужна Кореја                 | Индонезија Леани Ратри Октила | Кина Ченг Хефанг · Кина Ма Хуихуи                   | 12–21, 19–21        | Бронза   |
| 2019   | St. Jakobshalle, Базел, Швајцарска                      | Индонезија Леани Ратри Октила | Кина Ченг Хефанг · Кина Ма Хуихуи                   | 17–21, 12–21        | Сребро   |
| 2022   | Национална спортска дворана Јојоги, Токио, Јапан        | Индонезија Леани Ратри Октила | Француска Lénaïg Morin · Француска Faustine Noël    | 21–14, 16–21, 21–13 | Злато    |
| 2024   | Pattaya Exhibition and Convention Hall, Патаја, Тајланд | Индонезија Леани Ратри Октила | Индија Manasi Joshi · Индија Thulasimathi Murugesan | 22–20, 21–17        | Злато    |

Мјешовити парови
| Година | Мјесто одржавања такмичења                              | Партнер                   | Противници                                                | Бодови       | Резултат |
| ------ | ------------------------------------------------------- | ------------------------- | --------------------------------------------------------- | ------------ | -------- |
| 2022   | Национална спортска дворана Јојоги, Токио, Јапан        | Индонезија Fredy Setiawan | Тајланд Siripong Teamarrom · Тајланд Nipada Saensupa      | 21–15, 21-12 | Злато    |
| 2024   | Pattaya Exhibition and Convention Hall, Патаја, Тајланд | Индонезија Fredy Setiawan | Индонезија Hikmat Ramdani · Индонезија Леани Ратри Октила | 9–21, 16–21  | Сребро   |

### Азијске пара игре
Женски сингл
| Година | Мјесто одржавања такмичења                    | Противник                     | Бодови       | Резулат |
| ------ | --------------------------------------------- | ----------------------------- | ------------ | ------- |
| 2018   | Istora Gelora Bung Karno, Џакарта, Индонезија | Индонезија Леани Ратри Октила | 7–21, 8–21   | Бронза  |
| 2022   | Binjiang Gymnasium, Хангџоу, Кина             | Кина Ченг Хефанг              | 13–21, 11–21 | Бронза  |

Женски дубл
| Година | Мјесто одржавања такмичења                    | Партнер                       | Противници                                           | Бодови              | Резулат |
| ------ | --------------------------------------------- | ----------------------------- | ---------------------------------------------------- | ------------------- | ------- |
| 2014   | Gyeyang Gymnasium, Инчеон, Јужна Кореја       | Индонезија Леани Ратри Октила | Јапан Noriko Ito · Јапан Akiko Sugino                | 21–17, 18–21, 19–21 | Сребро  |
| 2014   | Gyeyang Gymnasium, Инчеон, Јужна Кореја       | Индонезија Леани Ратри Октила | Тајланд Wandee Kamtam · Тајланд Sudsaifon Yodpa      | 21–8, 21–16         | Сребро  |
| 2014   | Gyeyang Gymnasium, Инчеон, Јужна Кореја       | Индонезија Леани Ратри Октила | Кина Ченг Хефанг · Кина Ма Хуихуи                    | 10–21, 16–21        | Сребро  |
| 2014   | Gyeyang Gymnasium, Инчеон, Јужна Кореја       | Индонезија Леани Ратри Октила | Тајланд Nipada Saensupa · Тајланд Chanida Srinavakul | 21–10, 21–7         | Сребро  |
| 2018   | Istora Gelora Bung Karno, Џакарта, Индонезија | Индонезија Леани Ратри Октила | Кина Ченг Хефанг · Кина Ма Хуихуи                    | 21–15, 21–12        | Злато   |
| 2022   | Binjiang Gymnasium, Хангџоу, Кина             | Индонезија Леани Ратри Октила | Индија Manasi Joshi · Индија Thulasimathi Murugesan  | 21–16, 13–21, 21–14 | Злато   |

Мјешовити парови
| Година | Мјесто одржавања такмичења                    | Партнер                   | Противници                                                | Бодови      | Резулат |
| ------ | --------------------------------------------- | ------------------------- | --------------------------------------------------------- | ----------- | ------- |
| 2018   | Istora Gelora Bung Karno, Џакарта, Индонезија | Индонезија Hikmat Ramdani | Индонезија Hary Susanto · Индонезија Леани Ратри Октила   | 17–21, 9–21 | Бронза  |
| 2022   | Binjiang Gymnasium, Хангџоу, Кина             | Индонезија Fredy Setiawan | Индонезија Hikmat Ramdani · Индонезија Леани Ратри Октила | 7–21, 8–21  | Сребро  |

### Свјетске спортске игре способности
Женски сингл
| Година | Мјесто одржавања такмичења                         | Противници                    | Бодови       | Резулат |
| ------ | -------------------------------------------------- | ----------------------------- | ------------ | ------- |
| 2023   | Terminal 21 Korat Hall, Nakhon Ratchasima, Тајланд | Индонезија Леани Ратри Октила | 12–21, 10–21 | Сребро  |

Женски дубл
| Година | Мјесто одржавања такмичења                         | Партнер                       | Противници                                                             | Бодови       | Резулат |
| ------ | -------------------------------------------------- | ----------------------------- | ---------------------------------------------------------------------- | ------------ | ------- |
| 2023   | Terminal 21 Korat Hall, Nakhon Ratchasima, Тајланд | Индонезија Леани Ратри Октила | Индонезија Qonitah Ikhtiar Syakuroh · Тајланд Wathini Naramitkornburee | 21–11, 21–17 | Злато   |
| 2023   | Terminal 21 Korat Hall, Nakhon Ratchasima, Тајланд | Индонезија Леани Ратри Октила | Индија Amudha Saravanan · Индија Riddhi Pradipkumar Thacker            | 21–6, 21–6   | Злато   |
| 2023   | Terminal 21 Korat Hall, Nakhon Ratchasima, Тајланд | Индонезија Леани Ратри Октила | Тајланд Nutvara Patitus · Тајланд Wandee Kamtam                        | 21–7, 21–6   | Злато   |

Мјешовити парови
| Година | Мјесто одржавања такмичења                    | Партнер                   | Противници                                                | Бодови      | Резулат |
| ------ | --------------------------------------------- | ------------------------- | --------------------------------------------------------- | ----------- | ------- |
| 2023   | Terminal 21 Korat, Nakhon Ratchasima, Тајланд | Индонезија Fredy Setiawan | Индонезија Hikmat Ramdani · Индонезија Леани Ратри Октила | 8–21, 19–21 | Сребро  |

### Азијско првенство
Женски сингл
| Година | Мјесто одржавања такмичења                                                | Противник | Бодови              | Резулат |
| ------ | ------------------------------------------------------------------------- | --------- | ------------------- | ------- |
| 2016   | China Administration of Sport for Persons with Disabilities, Пекинг, Кина | Ma Huihui | 21–16, 16–21, 11–21 | Сребро  |

Женски дубл
| Година | Мјесто одржавања такмичења                                                 | Партнер      | Противници                      | Бодови      | Резулат |
| ------ | -------------------------------------------------------------------------- | ------------ | ------------------------------- | ----------- | ------- |
| 2016   | China Administration of Sport for Persons with Disabilities, Beijing, Кина | Parul Parmar | Chiranjita Bharali Manasi Joshi | 21–9, 21–10 | Бронза  |
| 2016   | China Administration of Sport for Persons with Disabilities, Beijing, Кина | Parul Parmar | Cheng Hefang Ma Huihui          | 11–21, 4–21 | Бронза  |
| 2016   | China Administration of Sport for Persons with Disabilities, Beijing, Кина | Parul Parmar | Akiko Sugino Asami Yamada       | 15–21r      | Бронза  |

### ASEAN пара игре
Женски сингл
| Година | Мјесто одржавања такмичења                                            | Противник                           | Бодови       | Резултат |
| ------ | --------------------------------------------------------------------- | ----------------------------------- | ------------ | -------- |
| 2015   | OCBC Arena, Singapore                                                 | Индонезија Леани Ратри Октила       | 12–21, 14–21 | Сребро   |
| 2017   | Axiata Arena, Куала Лумпур, Малезија                                  | Индонезија Леани Ратри Октила       | 7–21, 12–21  | Сребро   |
| 2022   | Edutorium Muhammadiyah University of Surakarta, Surakarta, Индонезија | Индонезија Qonitah Ikhtiar Syakuroh | 21–14, 21–7  | Злато    |
| 2022   | Edutorium Muhammadiyah University of Surakarta, Surakarta, Индонезија | Тајланд Chanida Srinavakul          | 21–14, 21–8  | Злато    |
| 2022   | Edutorium Muhammadiyah University of Surakarta, Surakarta, Индонезија | Индонезија Lia Priyanti             | 21–10, 21–15 | Злато    |
| 2022   | Edutorium Muhammadiyah University of Surakarta, Surakarta, Индонезија | Тајланд Samownkorn Photisuppaiboon  | 21–12, 21–9  | Злато    |

Женски дубл
| Year | Venue                                                                 | Partner                       | Opponent                                                           | Score               | Result |
| ---- | --------------------------------------------------------------------- | ----------------------------- | ------------------------------------------------------------------ | ------------------- | ------ |
| 2015 | OCBC Arena, Singapore                                                 | Индонезија Leani Ratri Oktila | Индонезија Larti · Индонезија Sriyanti                             | 21–7, 21–14         | Злато  |
| 2015 | OCBC Arena, Singapore                                                 | Индонезија Leani Ratri Oktila | Тајланд Nipada Saensupa · Тајланд Chanida Srinavakul               | 21–9, 21–11         | Злато  |
| 2015 | OCBC Arena, Singapore                                                 | Индонезија Leani Ratri Oktila | Вијетнам Vu Hoai Than · Вијетнам Doan Thi Ngai                     | 21–11, 21–15        | Злато  |
| 2015 | OCBC Arena, Singapore                                                 | Индонезија Leani Ratri Oktila | Тајланд Wanndee Kamtam · Тајланд Sudsaifon Yodpha                  | 21–14, 21–15        | Злато  |
| 2017 | Axiata Arena, Kuala Lumpur, Malaysia                                  | Индонезија Leani Ratri Oktila | Малезија Nabilah Ahmat Sharif · Малезија Nursyazwani Binti Shahrom | 21–5, 21–8          | Злато  |
| 2017 | Axiata Arena, Kuala Lumpur, Malaysia                                  | Индонезија Leani Ratri Oktila | Тајланд Nipada Saensupa · Тајланд Chanida Srinavakul               | 21–17, 21–5         | Злато  |
| 2017 | Axiata Arena, Kuala Lumpur, Malaysia                                  | Индонезија Leani Ratri Oktila | Вијетнам Nguyen Thi Hong Tuoi · Вијетнам Vu Hoai Than              | 21–4, 21–3          | Злато  |
| 2017 | Axiata Arena, Kuala Lumpur, Malaysia                                  | Индонезија Leani Ratri Oktila | Тајланд Darunee Henpraiwan · Тајланд Nisa Kaeokhunnok              | 21–5, 21–6          | Злато  |
| 2022 | Edutorium Muhammadiyah University of Surakarta, Surakarta, Индонезија | Индонезија Lia Priyanti       | Индонезија Qonitah Ikhtiar Syakuroh · Индонезија Warining Rahayu   | 21–17, 20–22, 14–21 | Сребро |
| 2022 | Edutorium Muhammadiyah University of Surakarta, Surakarta, Индонезија | Индонезија Lia Priyanti       | Тајланд Darunee Henpraiwan · Тајланд Wathini Naramitkornburee      | 21–14, 21–15        | Сребро |
| 2022 | Edutorium Muhammadiyah University of Surakarta, Surakarta, Индонезија | Индонезија Lia Priyanti       | Тајланд Nipada Saensupa · Тајланд Chanida Srinavakul               | 21–14, 21–12        | Сребро |
| 2023 | Morodok Techo Badminton Hall, Пном пен, Камбоџа                       | Индонезија Leani Ratri Oktila | Индонезија Lia Priyanti · Индонезија Qonitah Ikhtiar Syakuroh      | 21–6, 21–14         | Злато  |
| 2023 | Morodok Techo Badminton Hall, Пном пен, Камбоџа                       | Индонезија Leani Ratri Oktila | Тајланд Wandee Kamtam · Тајланд Wathini Naramitkornburee           | 21–14, 21–5         | Злато  |
| 2023 | Morodok Techo Badminton Hall, Пном пен, Камбоџа                       | Индонезија Leani Ratri Oktila | Тајланд Chanida Srinavakul · {{застава\|Тајланд} Nipada Saensupa   | 21–16, 21–14        | Злато  |

Мјешовити парови
| Година | Мјесто одржавања такмичења                                            | Партнер                   | Противници                                                | Бодови       | Резултат |
| ------ | --------------------------------------------------------------------- | ------------------------- | --------------------------------------------------------- | ------------ | -------- |
| 2015   | OCBC Arena, Singapore                                                 | Индонезија Hary Susanto   | Индонезија Fredy Setiawan · Индонезија Леани Ратри Октила | 21–11, 21–11 | Bronze   |
| 2017   | Axiata Arena, Kuala Lumpur, Malaysia                                  | Индонезија Fredy Setiawan | Индонезија Hary Susanto · Индонезија Леани Ратри Октила   | 11–21, 13–21 | Silver   |
| 2022   | Edutorium Muhammadiyah University of Surakarta, Surakarta, Индонезија | Индонезија Fredy Setiawan | Индонезија Khoirur Roziqin · Индонезија Warining Rahayu   | 21–9, 21–14  | Злато    |
| 2022   | Edutorium Muhammadiyah University of Surakarta, Surakarta, Индонезија | Индонезија Fredy Setiawan | Тајланд Siripong Teamarrom · THA Nipada Saensupa          | 21–11, 26–24 | Злато    |
| 2022   | Edutorium Muhammadiyah University of Surakarta, Surakarta, Индонезија | Индонезија Fredy Setiawan | Тајланд Pricha Somsiri · Тајланд Darunee Henpraiwan       | Предат меч   | Злато    |
| 2023   | Morodok Techo Badminton Hall, Пном Пен, Камбоџа                       | Индонезија Fredy Setiawan | Индонезија Hikmat Ramdani · Индонезија Леани Ратри Октила | 15–21, 19–21 | Сребро   |

### Азијске омладинске пара игре
Категорија дјевојчице
| Година | Мјесто одржавања такмичења                     | Партнер                                    | Бодови                | Резултат |
| ------ | ---------------------------------------------- | ------------------------------------------ | --------------------- | -------- |
| 2017   | Al Wasl Club, Дубаи, Уједињени Арапски Емирати | Уједињени Арапски Емирати Salama Alkhateri | Побједа без такмичења | Злато    |
| 2017   | Al Wasl Club, Дубаи, Уједињени Арапски Емирати | Тајланд Samownkorn Photisuppaiboon         | 21–11, 21–5           | Злато    |
| 2017   | Al Wasl Club, Дубаи, Уједињени Арапски Емирати | Индонезија Adinda Nugraheni                | 21–8, 21–4            | Злато    |

Мјешовити дубл
| Година | Мјесто одржавања такмичења                     | Партнер                   | Противници                                                                             | Бодови           | Резултат |
| ------ | ---------------------------------------------- | ------------------------- | -------------------------------------------------------------------------------------- | ---------------- | -------- |
| 2017   | Al Wasl Club, Дубаи, Уједињени Арапски Емирати | Индонезија Hikmat Ramdani | Индија Mohammad Arwaz Ansari · Индија Arati Janoba Patil                               | 21–5, 21–4       | Злато    |
| 2017   | Al Wasl Club, Дубаи, Уједињени Арапски Емирати | Индонезија Hikmat Ramdani | Уједињени Арапски Емирати Humaid Alsanani · Уједињени Арапски Емирати Salama Alkhateri | преузета побједа | Злато    |

### Међународни турнири (14 титула, 5 другопласираних)
Женски сингл
| Година | Турнир                                  | Противник                     | Бодови      | Резултат       |
| ------ | --------------------------------------- | ----------------------------- | ----------- | -------------- |
| 2014   | Indonesia Para-Badminton International  | Индонезија Леани Ратри Октила | 8–21, 12–21 | Другопласирана |
| 2015   | Indonesia Para-Badminton International  | Индонезија Леани Ратри Октила | 21–8, 21–10 | Другопласирана |
| 2018   | Australian Para-Badminton International | Шкотска Mary Margaret Wilson  | 21–8, 21–5  | Побједница     |

Женски дубл
| Година | Турнир                                  | Партнер                       | Противници                                           | Бодови             | Резултат   |
| ------ | --------------------------------------- | ----------------------------- | ---------------------------------------------------- | ------------------ | ---------- |
| 2014   | Indonesia Para-Badminton International  | Индонезија Леани Ратри Октила | Тајланд Nipada Saensupa · Тајланд Chanida Srinavakul | 21–13, 21–16       | Побједница |
| 2015   | Indonesia Para-Badminton International  | Индонезија Леани Ратри Октила | Тајланд Wanndee Kamtam · Јапан Mamiko Toyoda         | 21–7, 21–19        | Побједница |
| 2016   | Indonesia Para-Badminton International  | Индонезија Леани Ратри Октила | Тајланд Nipada Saensupa · Тајланд Chanida Srinavakul | 21–19, 21–14       | Побједница |
| 2018   | Irish Para-Badminton International      | Индонезија Леани Ратри Октила | Норвешка Helle Sofie Sagøy · Немачка Katrin Seibert  | 21–16, 21–9        | Побједница |
| 2018   | Thailand Para-Badminton International   | Индонезија Леани Ратри Октила | Тајланд Nipada Saensupa · Тајланд Chanida Srinavakul | 21–9, 21–8         | Побједница |
| 2018   | Australian Para-Badminton International | Индонезија Леани Ратри Октила | Јапан Noriko Ito · Јапан Ayako Suzuki                | 21–12, 21–14       | Побједница |
| 2019   | Dubai Para-Badminton International      | Индонезија Леани Ратри Октила | Кина Cheng Hefang · Кина Ma Huihui                   | 8–21, 21–12, 21–16 | Побједница |
| 2019   | Canada Para-Badminton International     | Индонезија Леани Ратри Октила | Јапан Noriko Ito · Јапан Ayako Suzuki                | 21–13, 21–18       | Побједница |
| 2019   | Irish Para-Badminton International      | Индонезија Леани Ратри Октила | Француска Lenaig Morin · Француска Faustine Noël     | 21–11, 21–18       | Побједница |
| 2020   | Brazil Para-Badminton International     | Индонезија Леани Ратри Октила | Кина Ченг Хефанг · Кина Ма Хуихуи                    | 21–15, 21–19       | Побједница |
| 2021   | Dubai Para-Badminton International      | Индонезија Леани Ратри Октила | Француска Lenaig Morin · Француска Faustine Noël     | 21–15, 21–16       | Побједница |

Мјешовити парови
| Year | Турнир                                 | Партнер                   | Противници                                                | Бодови             | Резултат       |
| ---- | -------------------------------------- | ------------------------- | --------------------------------------------------------- | ------------------ | -------------- |
| 2014 | Indonesia Para-Badminton International | Индонезија Suryo Nugroho  | Индонезија Fredy Setiawan · Индонезија Леани Ратри Октила | 21–19, 21–17       | Побједница     |
| 2016 | Indonesia Para-Badminton International | Индонезија Hary Susanto   | Индонезија Fredy Setiawan · Индонезија Леани Ратри Октила | 13–21, 16–21       | Другопласирана |
| 2018 | Irish Para-Badminton International     | Индонезија Fredy Setiawan | Индонезија Hary Susanto · Индонезија Леани Ратри Октила   | 5–21, 15–21        | Другопласирана |
| 2018 | Thailand Para-Badminton International  | Индонезија Fredy Setiawan | Индонезија Hary Susanto · Индонезија Leani Ratri Oktila   | 5–21, 10–21        | Другопласирана |
| 2019 | China Para-Badminton International     | Индонезија Fredy Setiawan | Тајланд Siripong Teamarrom · Тајланд Nipada Saensupa      | 18–21, 21–16, 21–9 | Побједница     |